# Brasão de Armas de Carlos I da Espanha
Carlos I de Espanha, Carlos V como Imperador do Sacro Império Romano Germánico, foi herdeiro de quatro monarquias européias, o primeiro monarca que uniu em sua pessoa as coroas de Castela, de Aragão, o Reino de Nápoles e Sicília, recebidas por herança materna. Por via paterna recebeu os Países Baixos Borgonês, os Estados hereditarios dos Habsburgo e a possibilidade de aceder ao trono imperial.
Muitos territórios de seus extensos domínios apareceram representados nos complexos escudos que utilizou. A descrição ou brasonamento de seu escudo grande desde o ano 1520 é a seguinte:
Escudo Quarteredo. No primeiro e no quarto trimestres um contracuartelado os gules esquartejado e um castelo de ouro, três muralhas com ameias, com três homenagens, a maior metade de cada tributo e também com três muralhas, mamposteado de sabre e esclarecido do Azure (para o Reino de Castela) e um leão de prata e roxo, coroado com ouro, linguado e armado do mesmo (para o Reino de León); na segunda partida em seu direito de ouro corte de mão e quatro paus de gules em-chefe (para o Reino de Aragão), com base em sarcófagos e uma corrente de ouro, colocar em cruz, saltire ea beira, carregada no centro uma cor de esmeralda (por Reino de Navarra), e em seu partido de esquerda, à direita de prata e ouro cantonada potente cruz de quatro Latina atravessa o mesmo metal e enfaixou -Jerusalen- sinistros, oito, gules -Hungary- e prata (para o Reino de Nápoles); 1 no terceiro, em seu ouro corte da mão direita e quatro paus de gules em-chefe (Aragão), com base em sarcófagos e uma corrente de ouro, começar a lâmina transfronteiriça e colocado no centro de uma cor esmeralda (Navarra), e em seu partido de esquerda e flanqueado, de cabeça e de ouro dicas e quatro paus de gules, os lados de prata e um sable da águia coroado com ouro, picado e membrada Gules (para o Reino da Sicília). No segundo e terceiro trimestres uma esquartejado: no primeiro trimestre, de gules e cinto de prata (para a Áustria); no segundo trimestre, azul semeado com lírios de ouro e compony bordure cantonada prata e gules (Borgonha modernos); na terceira, eu bandado ouro e azul com bordure gules (Borgonha Antigua); na quarta, sabre e um leão dourado, coroado com o mesmo, único e armado de gules (para Brabant); em todo o ouro do jogo escusón e um leão de sabre, linguado e armado de gules (por Flandres), e prata e uma águia de gules, coroado, picado e membrada ouro, peito de um trevo crescente do mesmo metal loaded (por Tirol). Entada silverpoint e Granada para as rachaduras naturais de gules e folheada em duas folhas vert (para Granada).
O escudo rodeado com o colar do Tosão de Ouro, Acola a dupla águia do Sacro Império Romano na cruz de gules Borgonha. Acompanhado de duas colunas de prata, com base e de capital de ouro, sobre ondas e azul de prata azul ou, superou a coroa imperial a mão direita, e uma coroa real do sinistro, tanto ouro e colunas que cercam fita gules ou vermelho, carregadas de letras douradas no "Plus" na mão direita e sinistra "Ultra" (latim Plus Ultra). Anéis a coroa imperial, um círculo de ouro, com pedras preciosas, turbante em forma fechada-, composto por oito rosetas de acanto, visíveis cinco, interpoladas de pérolas e cujo centro, área aberta, fora três arcos ou tiaras decoradas com strass e pérolas, com tampo central no mundo de azul ou azul, com semimeridian e Equador, em ouro, adicionado de cruz de ouro. A coroa coberta de gules ou vermelho.

## Elementos do Brasão
| Escudo                    | Significado      | Detalhes |
| ------------------------- | ---------------- | --- |
|                           | Reino de Castela | Primeiro e quarto quartel Um castelo de ouro em um campo de gules ou vermelho.                                                                 |
|                           | Reino de Leão    | Segundo e terceiro quartel Um leão rampante de púrpura em um campo de prata.                                                                   |
| Terceiro Contraquartelado |                  | |
|                           | Coroa de Aragão  | Parte superior da divisão direita Quatro palos de gules ou vermelho em um campo de ouro.                                                       |
|                           | Reino de Navarra | Parte inferior da divisão direita Cadeia de ouro, posta em cruz, aspa e margem em um campo de gules ou vermelho.                               |
|                           | Reino da Sicília | Divisão esquerda Quarteado em aspas com as armas de Aragão e um campo de prata com uma águia de sable ou negro, brasão de Manfredo da Sicília. |

| Escudo | Significado      | Detalhes |
| ------ | ---------------- | --- |
|        | Reino de Aragão  | Parte superior da divisão direita Quatro palos de gules ou vermelho em um campo de ouro.                                                                   |
|        | Reino de Navarra | Parte inferior da divisão direita Corrente de ouro, posta em cruz, aspa e margeia em um campo de gules ou vermelho.                                        |
|        | Reino de Nápoles | Divisão esuerda Partido, uma cruz e quatro cruzes gregas de ouro em um campo de prata (Jerusalém) e oito faixas de gules ou vermelho e de prata (Hungria). |

| Escudo                    | Significado      | Detalhes |
| ------------------------- | ---------------- | --- |
|                           | Reino de Castela | Primeiro e quarto quartel Um castelo de ouro em um campo de gules ou vermelho.                                                                 |
|                           | Reino de Leão    | Segundo e terceiro quartel Um leão rampante de púrpura em um campo de prata.                                                                   |
| Terceiro Contraquartelado |                  | |
|                           | Coroa de Aragão  | Parte superior da divisão direita Quatro palos de gules ou vermelho em um campo de ouro.                                                       |
|                           | Reino de Navarra | Parte inferior da divisão direita Cadeia de ouro, posta em cruz, aspa e margem em um campo de gules ou vermelho.                               |
|                           | Reino da Sicília | Divisão esquerda Quarteado em aspas com as armas de Aragão e um campo de prata com uma águia de sable ou negro, brasão de Manfredo da Sicília. |

| Escudo | Significado      | Detalhes |
| ------ | ---------------- | --- |
|        | Reino de Aragão  | Parte superior da divisão direita Quatro palos de gules ou vermelho em um campo de ouro.                                                                   |
|        | Reino de Navarra | Parte inferior da divisão direita Corrente de ouro, posta em cruz, aspa e margeia em um campo de gules ou vermelho.                                        |
|        | Reino de Nápoles | Divisão esuerda Partido, uma cruz e quatro cruzes gregas de ouro em um campo de prata (Jerusalém) e oito faixas de gules ou vermelho e de prata (Hungria). |

| Escudo | Significado        | Detalhes |
| ------ | ------------------ | --- |
|        | Áustria            | Primeiro quartel Uma faixa de prata em um campo de gules ou vermelho.                                         |
|        | Borgonha (Moderno) | Segundo quartel Um campo de azul ou azul sembrado de flores de lis com uma borda de gules ou rojo e de prata. |
|        | Borgonha (Antigo)  | Terceiro quartel Seis bandas de ouro e de azul ou azul com borda de gules ou vermelho.                        |

| Escudo   | Significado | Detalhes                                                               |
| -------- | ----------- | ---------------------------------------------------------------------- |
|          | Brabante    | Quarto quartel Um leão rampante de ouro em um campo de sable ou negro. |
| Escudete |             |                                                                        |
|          | Flandres    | Divisão Direita Um leão rampante de sable o negro em um campo de ouro. |
|          | Tirol       | Divisão esquerda Uma águia de gules ou vermelho num campo de prata.    |

| Escudo | Significado        | Detalhes |
| ------ | ------------------ | --- |
|        | Áustria            | Primeiro quartel Uma faixa de prata em um campo de gules ou vermelho.                                         |
|        | Borgonha (Moderno) | Segundo quartel Um campo de azul ou azul sembrado de flores de lis com uma borda de gules ou rojo e de prata. |
|        | Borgonha (Antigo)  | Terceiro quartel Seis bandas de ouro e de azul ou azul com borda de gules ou vermelho.                        |

| Escudo   | Significado | Detalhes                                                               |
| -------- | ----------- | ---------------------------------------------------------------------- |
|          | Brabante    | Quarto quartel Um leão rampante de ouro em um campo de sable ou negro. |
| Escudete |             |                                                                        |
|          | Flandres    | Divisão Direita Um leão rampante de sable o negro em um campo de ouro. |
|          | Tirol       | Divisão esquerda Uma águia de gules ou vermelho num campo de prata.    |

| Punta |                          |                                        |
| \| Escudo \| Significado \| Detalhes \| \| ------ \| ------------------------ \| -------------------------------------- \| \| \| Reino cristão de Granada \| Entado Una granada num campo de prata. \| |                          |                                        |
| Escudo | Significado              | Detalhes                               |
| | Reino cristão de Granada | Entado Una granada num campo de prata. |

| Escudo | Significado              | Detalhes                               |
| ------ | ------------------------ | -------------------------------------- |
|        | Reino cristão de Granada | Entado Una granada num campo de prata. |

| Elemento | Significado                           | Detalhes                                                  |
| -------- | ------------------------------------- | --------------------------------------------------------- |
|          | Águila Bicéfala (Sacro Império)       | Águila imperial Águia heráldica de duas cabeças de sable. |
|          | Cruz de Borgonha (Ducado da Borgonha) | Cruz de Santo André de gules.                             |

| Elemento                 | Significado | Descrição |
| ------------------------ | --- | --- |
| \|As Colunas de Hércules | Suportes Elemento legendário, situado no Estreito de Gibraltar que sinalizava o limite do mundo conhecido na Antiguidade. O lema pessoal do monarca foi Plus Ultra ('Mais além' em Latim). | |
|                          | Coroa imperial (Sacro Império) | Timbre Coroa de Carlos I como imperador do Sacro Império (Carlos V).                                                                   |
|                          | Colar da Ordem do Tosão de Ouro | Ordem de cavalaria fundada em 1430 pelo duque Felipe, o Bom de Borgonha para comemorar seu matrimônio com a infanta portuguesa Isabel. |

| Elemento | Significado                           | Detalhes                                                  |
| -------- | ------------------------------------- | --------------------------------------------------------- |
|          | Águila Bicéfala (Sacro Império)       | Águila imperial Águia heráldica de duas cabeças de sable. |
|          | Cruz de Borgonha (Ducado da Borgonha) | Cruz de Santo André de gules.                             |

| Elemento                 | Significado | Descrição |
| ------------------------ | --- | --- |
| \|As Colunas de Hércules | Suportes Elemento legendário, situado no Estreito de Gibraltar que sinalizava o limite do mundo conhecido na Antiguidade. O lema pessoal do monarca foi Plus Ultra ('Mais além' em Latim). | |
|                          | Coroa imperial (Sacro Império) | Timbre Coroa de Carlos I como imperador do Sacro Império (Carlos V).                                                                   |
|                          | Colar da Ordem do Tosão de Ouro | Ordem de cavalaria fundada em 1430 pelo duque Felipe, o Bom de Borgonha para comemorar seu matrimônio com a infanta portuguesa Isabel. |

|  |  |

Ao ser proclamado rei de Castela e de Aragão em 1516, Carlos I continuou utilizando o escudo de seus pais, a rainha Joana I de Castela e Felipe, no que apareciam quarteadas, como símbolo de sua herança, as armas dos Reis Católicos com as de Felipe: Áustria, Franco Condado ou Borgonha Moderna, Ducado de Borgonha ou Borgonha Antiga, Brabante, Flandes e Tirol.
Em 1519, ao converter-se em imperador, incorporou-se no escudo de Carlos I o águia bicêfala e a coroa imperial. Em 1520 acrescentaram-se as armas dos Reinos de Navarra e de Nápoles. Durante seu reinado empregou-se com muita frequência uma versão simplificada, muito popular nos Países Baixos, que consistiu num escudo cortado no que figuravam em sua parte superior os brasões de sua herança materna e na inferior os da herança paterna. 
Existiu outra versão, mais elaborada, na que o brasão do monarca sobre o águia bicéfala figurava num escudo com um campo de ouro (fundo amarelo ou dourado). Este último escudo, rodeando pelo colar do Tosão de Ouro, era sustentado por um leão e um grifo e estava arrematado por uma Coroa Imperial (em ocasiões situada sobre um elmo com lambrequines).

## A herança borgonha
No ano 1477, o Ducado da Borgonha foi anexado por França. Naquele ano, Maria de Borgonha contraiu casamento com Maximiliano, arquiduque da Áustria, passando o controle das restantes posses borgonhas e da Chefia da Ordem do Tosão de Ouro à Casa de Áustria.
Apesar da anexação à França do Ducado, a Casa de Áustria manteve o controle sobre os Países Baixos Borgonheses e o Franco Condado, ademais seus monarcas continuaram usando o título de Duque de Borgonha.
Esta dinastia reinou sobre estes territórios até finais do século XVIII, quando os denominados Países Baixos Espanhóis (que deixaram de fazer parte da Monarquia Católica pelo Tratado de Utrecht) foram para a França, passando, assim, a fazer parte do Reino da Holanda após a queda de Napoleão.

## Galeria
|  |  |
|  |  |

## Veja-se também
- Escudo de Espanha
- Heráldica do Sacro Império Romano-Germânico